# إلوبات
الإلوبات (الاسم العلمي: Elopidae) هي فصيلة من الأسماك تتبع رتبة الإلوبيات من طائفة جديدات الزعانف.

## التصنيف
- الإلوب